# Capitán Avispa
Capitán Avispa è un musical animato del 2024 prodotto in Repubblica Dominicana e diretto da Juan Gabriel Guerra e Jonnathan Melendez.

## Trama
Capitán Avispa, il prode eroe di Avispatrópolis e del Regno del Miele, si ritrova ad affrontare una sfida che metterà alla prova la sua nobiltà, il suo senso di giustizia e la sua stessa innocenza. La malvagia vespa Jacques Poison che, insieme ai suoi infidi scagnozzi, trama per conquistare entrambe le colonie e così gettarle nel caos totale.
Sotto la minaccia di una nube tossica che potrebbe annientare il suo mondo, Capitán Avispa dovrà utilizzare tutto il suo coraggio e il suo ingegno per difendere il suo popolo e sconfiggere il perfido Jacques Poison. Ma durante la sua avventura, il nostro eroe dovrà anche affrontare i suoi dubbi e le sue insicurezze, imparando a credere in se stesso e nel potere della vera giustizia.
In questa battaglia epica, Capitán Avispa sarà accompagnato da un gruppo di amici fedeli, tra cui la Principessa Ape Melata, il Sergente Picadura e la coraggiosa Ximena Colmena. Insieme, affronteranno pericoli e sfide, scoprendo il valore dell'amicizia, del lavoro di squadra e dell'importanza di non arrendersi mai di fronte alle avversità.